# Малокозарська сільська рада
Малокозарська сільська рада (Малокозарківська сільська рада) — колишня адміністративно-територіальна одиниця та орган місцевого самоврядування у Романівському (Миропільському, Дзержинському) районах Волинської округи, Вінницької й Житомирської областей Української РСР та України з адміністративним центром у с. Мала Козара.

## Населені пункти
Сільській раді були підпорядковані населені пункти:
- с. Мала Козара
- с. Олександрівка
- с. Пилипо-Кошара

## Населення
Кількість населення ради, станом на 1923 рік, становила 1 069 осіб, кількість дворів — 252.
Відповідно до результатів перепису населення СРСР, кількість населення ради, станом на 12 січня 1989 року, становила 798 осіб.
Станом на 5 грудня 2001 року, відповідно до перепису населення України, кількість мешканців сільської ради становила 701 особу.

## Склад ради
Рада складалася з 12 депутатів та голови.

## Історія
Створена 1923 року в с. Мала Козарка (Мала Козара) Миропільської волості Полонського повіту Волинської губернії. 7 березня 1923 року включена до складу новоствореного Миропільського (згодом — Романівський, Дзержинський, Романівський) району Житомирської (згодом — Волинська) округи. Станом на 1929 рік в підпорядкуванні значилися селище Олександрівка та хутори Кисловецький (Кисловець) і Млинок. 13 червня 1930 року, відповідно до наказу Волинського ОВК № 38 «Про утворення нових сільрад у Волинській окрузі», х. Кисловець передано до складу Пилипо-Кошарської сільської ради Дзержинського району.
Станом на 1 вересня 1946 року сільська рада входила до складу Дзержинського району Житомирської області, на обліку в раді перебували с. Мала Козара та х. Олександрівка.
11 серпня 1954 року, відповідно до указу Президії Верховної ради Української РСР «Про укрупнення сільських рад по Житомирській області», сільську раду ліквідовано, територію та населені пункти приєднано до складу Пилипо-Кошарської сільської ради Дзержинського району. Відновлена 17 січня 1977 року, відповідно до рішення Житомирського облвиконкому № 24 «Про питання адміністративно-територіального поділу окремих районів області», шляхом перенесення центру Булдичівської сільської ради до с. Мала Козара, з підпорядкуванням сіл Олександрівка і Промінь Булдичівської сільської ради та с. Пилипо-Кошара Великокозарської сільської ради Дзержинського району. 14 жовтня 2004 року, відповідно до рішення Житомирської обласної ради «Про зняття з обліку с. Промінь Малокозарської сільради Романівського району», с. Промінь виключене з облікових даних.
Виключена з облікових даних 27 грудня 2016 року через об'єднання до складу Миропільської селищної територіальної громади Романівського району Житомирської області.